# 보라매차량사업소
보라매차량사업소는 대한민국 서울특별시 동작구 신대방동에 있는 남서울경전철 관할 서울 경전철 신림선 차량기지다. 이 차량기지는 대한민국 내 보라매공원 잔디광장과 생태연못 사이의 지하에 건설되었으며, 남서울경전철 SL000호대 전동차의 경정비를 담당하고 있는 곳이다. 2022년 6월 기준으로 지하 차량 기지 위에는 지상 공원화 공사가 완료되었다. 심야에 8편성이 주박한다. 또한, 차량기지 입출고선은 보라매공원역과 보라매병원역 사이 하선(관악산 방면) 선로에만 삼각선 형태로 설치되어서 입고는 보라매공원역에서만 가능하고, 출고는 보라매병원역 방향으로만 가능하다.

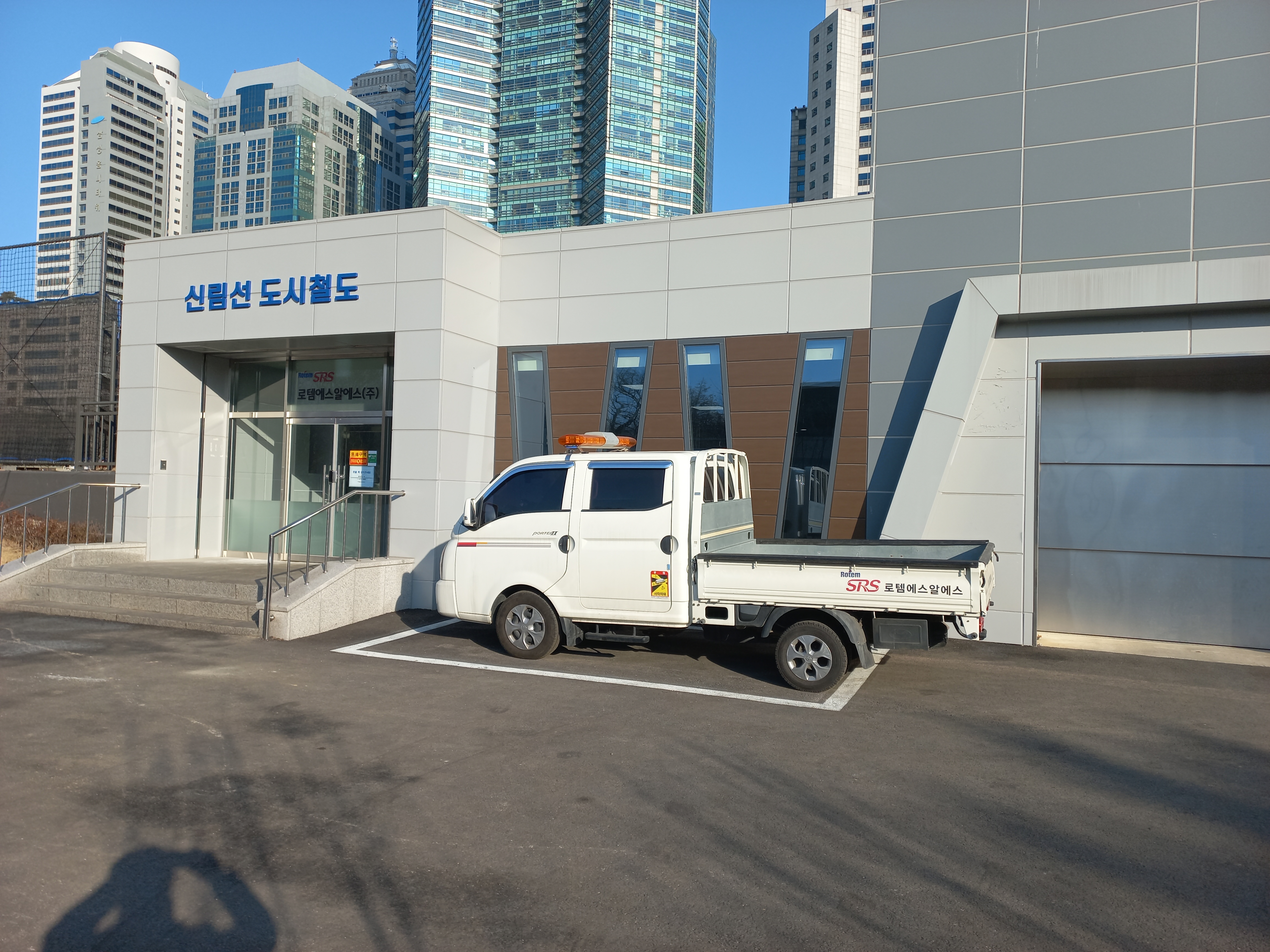
보라매지하차량기지

## 같이 보기
- 로템SRS